# Sidi Boukhalkhal
Sidi Boukhalkhal (arabiska: سيدي بوخلخال) var till 2008 en landskommun i Marocko. Den låg i provinsen Khémisset och den dåvarande regionen Rabat-Salé-Zemmour-Zaēr, 40 km öster om huvudstaden Rabat. Antalet invånare var 7 200 vid folkräkningen 2004.